# Прапор Саару
Прапор Саару заснований на прапорі Німеччини і являє собою чорно-червоно-золотий горизонтальний триколор. У центрі прапора розташований герб землі Саар. Прапор Саару є одночасно і цивільним прапором (Landesflagge), а також державний службовий прапор (Landesdienstflagge).

## Історія

### Територія Саарського басейну

Прапор території Саарського басейну (1920–1935)

Саарський регіон був утворений Версальським договором, який завершив Першу світову війну. Було вирішено, що територія належить Німеччині, але буде управлятися Францією від імені Ліги Націй. 28 липня 1920 року було вирішено, що область використовуватиме синьо-біло-чорний горизонтальний триколірний прапор. Це як кольори двох колишніх держав: Пруссії (чорно-білий) і Баварії (біло-блакитний), з частин територій яких утворилася область Саар, так і основні кольори окремих геральдичних полів герба Саарського регіону. Він використовувався до 1 березня 1935 року, коли територія знову потрапила під німецьку адміністрацію. Коли Німеччина знову взяла під свій контроль Саар, вважається, що новий прапор не створювався, оскільки Саар був поглинений територією, відомою як Вестмарк.

### Саарський протекторат

Прапор протекторату Саар (1947–1956)

Після закінчення Другої світової війни французи взяли під свій протекторат Саар. На прапорі, який використовувався в цей час, був скандинавський хрест. Ліворуч від вертикальної смуги хрест був синій, а праворуч червоний. Кольори походять від кольорів французького прапора.

### Саар
Коли протекторат Саар знову приєднався до Федеративної Республіки Німеччина в 1957 році, він прийняв свій нинішній прапор. Він заснований на прапорі Німеччини, обтяжений гербом Саарської області. Чотири чверті щита державного герба представляють історичні області Нассау-Саарбрюккен, архієпископство та курфюрство Трір, Лотаринзьке герцогство та Пфальц-Цвайбрюкен. 